# Paradoxa dels nombres interessants
La paradoxa dels nombres interessants, que se serveix d'algunes propietats matemàtiques però que pot catalogar-se més adequadament com a humorística, cerca demostrar que tots els nombres naturals (1,2,3......etc) són "interessants".

## Anècdota de Hardy i Ramanujan
És coneguda l'anècdota de la conversa entre Hardy i Ramanujan, en què el primer li manifesta que el número 1.729 era molt avorrit, la qual cosa donà lloc a la immediata reacció de Ramanujan, que afirmà que aquest número era molt interessant perquè es tracta del número més petit que pot expressar-se com la suma de dos cubs (positius) de dues maneres diferents. La "demostració" que segueix oculta en realitat una paradoxa.

## Demostració
Suposem que hi ha nombres que no són interessants. Llavors podem efectuar una partició dels nombres naturals en dos subconjunts, d'una banda els nombres interessants i d'altra banda els avorrits. Ara bé, com en tot subconjunt de nombres naturals n'hi ha sempre un que és més petit que tots els altres, el subconjunt dels avorrits té un nombre que és el més petit d'aquest grup. Però en raó de tal propietat, aquest nombre es transforma en un nombre interessant: es tracta en efecte, del més petit dels nombres avorrits. Açò ens col·loca en l'obligació de treure'l d'aquest grup i posar-lo en el dels interessants. Però ara un nou número dins dels avorrits serà el més petit i per la mateixa raó haurem de traslladar-lo al subconjunt dels interessants i així successivament fins que quede un sol número no interessant. Però aquest últim número té la interessantíssima propietat de ser l'únic número no interessant: caldrà, doncs, traslladar-lo al grup dels interessants i, amb això, el grup dels nombres no interessants es transforma en un conjunt buit. La nostra suposició inicial ens ha fet desembocar en una contradicció o aporia, i això demostra que tal suposició era falsa. Llavors hem de concloure que no hi ha nombres que no són interessants.

## Caràcter paradoxal
La "demostració" anterior, que té l'aparença formal d'una reductio ad absurdum (reducció a l'absurd), no pot en realitat qualificar-se de tal perquè utilitza a tal fi l'ambigua propietat "ser interessant". En efecte, tal qualificatiu no té una entitat matemàtica prou precisa i objectiva per poder ser utilitzada com un criteri per "dividir" un conjunt, contràriament al que podria fer usant, per exemple, la propietat "ser un número parell", amb la qual es poden establir clarament i indistinta una partició en parells i senars, o com amb la propietat "ser un número primer". En efecte, això també pot expressar-se dient que la relació de pertinença d'un element a un conjunt ha de ser sempre perfectament discernible, és a dir, que l'afirmació "x pertany al conjunt M" s'ha de poder qualificar com a veritable o com a falsa sense gens d'ambigüitat.